# Ronde van Emilia 2017
De 100e editie van de wielerwedstrijd Ronde van Emilia werd gehouden op 30 september 2017. De wedstrijd startte en eindigde in Bologna. 

## Mannen
De wedstrijd maakte deel uit van de UCI Europe Tour 2017, in de categorie 1.HC. In 2016 won de Colombiaan Esteban Chaves. Deze editie werd gewonnen door de Italiaan Giovanni Visconti.

### Uitslag
| Ronde van Emilia 2017 |                   |                   |          |
| Plaats                | Naam              | Ploeg             | Tijd     |
| Winnaar               | Giovanni Visconti | Bahrain-Merida    | 5u31'50" |
| 2                     | Vincenzo Nibali   | Bahrain-Merida    | + 12"    |
| 3                     | Rigoberto Urán    | Cannondale        | + 15"    |
| 4                     | Nicolas Roche     | BMC Racing Team   | + 19"    |
| 5                     | Gianni Moscon     | Team Sky          | + 23"    |
| 6                     | Alexis Vuillermoz | AG2R La Mondiale  | + 26"    |
| 7                     | Diego Ulissi      | UAE Team Emirates | z.t.     |
| 8                     | Thibaut Pinot     | FDJ               | z.t.     |
| 9                     | Jack Haig         | Orica-Scott       | + 33"    |
| 10                    | Ben Hermans       | BMC Racing Team   | z.t.     |

## Vrouwen
De vierde vrouweneditie van de Ronde van Emilia werd gewonnen door de Italiaanse Tatiana Guderzo.

### Uitslag
| Ronde van Emilia voor vrouwen 2017 |                         |                    |          |
| Plaats                             | Naam                    | Ploeg              | Tijd     |
| Winnaar                            | Tatiana Guderzo         | Italië             | 2u28'27" |
| 2                                  | Rasa Leleivytė          | Aromitalia Vaiano  | + 3"     |
| 3                                  | Rossella Ratto          | Cylance            | + 5"     |
| 4                                  | Polona Batagelj         | BTC City Ljubljana | + 16"    |
| 5                                  | Urša Pintar             | BTC City Ljubljana | z.t.     |
| 6                                  | Hanna Nilsson           | BTC City Ljubljana | + 29"    |
| 7                                  | Kristabel Doebel-Hickok | Cylance            | + 35"    |
| 8                                  | Sofia Bertizzolo        | Astana             | + 37"    |
| 9                                  | Sheyla Gutiérrez        | Cylance            | + 38"    |
| 10                                 | Erica Magnaldi          | BePink             | z.t.     |

1909 · 1910 · 1911 · 1912 · 1913 · 1914 · 1915 · 1916 · 1917 · 1918 · 1919 · 1920 · 1921 · 1922 · 1923 · 1924 · 1925 · 1926 · 1927 · 1928 · 1929 · 1930 · 1931 · 1932 · 1933 · 1934 · 1935 · 1936 · 1937 · 1938 · 1939 · 1940 · 1941 · 1942 · 1943 · 1944 · 1945 · 1946 · 1947 · 1948 · 1949 · 1950 · 1951 · 1952 · 1953 · 1954 · 1955 · 1956 · 1957 · 1958 · 1959 · 1960 · 1961 · 1962 · 1963 · 1964 · 1965 · 1966 · 1967 · 1968 · 1969 · 1970 · 1971 · 1972 · 1973 · 1974 · 1975 · 1976 · 1977 · 1978 · 1979 · 1980 · 1981 · 1982 · 1983 · 1984 · 1985 · 1986 · 1987 · 1988 · 1989 · 1990 · 1991 · 1992 · 1993 · 1994 · 1995 · 1996 · 1997 · 1998 · 1999 · 2000 · 2001 · 2002 · 2003 · 2004 · 2005 · 2006 · 2007 · 2008 · 2009 · 2010 · 2011 · 2012 · 2013 · 2014 · 2015 · 2016 · 2017 · 2018 · 2019 · 2020 · 2021 · 2022 · 2023 · 2024